# Seconda battaglia di Fort Wagner
La seconda battaglia di Fort Wagner è stata uno scontro armato durante la Guerra di secessione americana il 18 luglio 1863. Le truppe dell'Unione comandate dal Brigadier Generale Quincy Gillmore attaccarono la fortezza confederata di Fort Wagner, che proteggeva Morris Island, a sud di Charleston Harbor.
Un precedente tentativo di assaltare il forte fu la prima battaglia di Fort Wagner.

## Antefatti
Il porto di Charleston era il luogo dove era iniziata la guerra di secessione.
L'isola artificiale di Fort Sumter che controllava l'accesso al porto era vicina alle isole di Morris Island e James Island, a sud del forte.
La battaglia di Fort Sumter diede il via alla guerra e rese Charleston non solo un porto nemico da isolare ma per gli Stati Uniti era anche un luogo fortemente simbolico.
Numerose operazioni anfibie e navali vennero condotte durante tutta la guerra per assediare Charleston.
Un obiettivo considerato importante era Fort Wagner, forte confederato su Morris Island che difendeva una lingua di terra che portava a Cummins point battery, una delle batterie che aveva aperto il fuoco su Fort Sumter e difendeva l'entrata al porto.
Conquistare Fort Wagner avrebbe portato alla caduta di Cummins point e quindi avrebbe serrato la presa unionista sul porto di Charleston.
Il forte, gestito dal brigadier generale William B. Taliaferro fu assaltato la prima volta l'11 luglio 1863 (Prima battaglia di Fort Wagner) ma la guarnigione riuscì a respingere gli attaccanti infliggendo pesanti perdite.
Brig. Gen. Quincy Gillmore aveva intenzione di ripetere l'assalto, ma prima eseguì un diversivo, la battaglia di Grimball's Landing il 18 luglio. Gillmore ordinò anche un bombardamento d'artiglieria navale tramite 6 corazzate. Il forte era stato costruito su un'isola molto stretta, quindi l'esercito dell'Unione poteva mandare un reggimento all'attacco alla volta.
L'accesso al forte era limitato a una lingua di terra sabbiosa larga 60 iarde (55 metri) con l'Oceano Atlantico a est e la palude di Vincent's Creek a ovest: gli unionisti avrebbero attaccato da sud.
Una volta eseguito il diversivo l'Union Army si presentò a 250 iarde a sud del forte.
I confederati avevano rinforzato il forte scafando un canale poco profondo e piazzando tronchi con le punte affilate e spine piazzate per ferire gli assalitori.
La guarnigione sudista consisteva nella 1ª South Carolina Artillery, il battaglione Charleston, il 31° North Carolina e il 51° North Carolina.

## Ordine di Battaglia

### Unione
Forza d'assalto dell'esercito comandata dal Brigadier Generale Quincy Gillmore
| Divisione                                                    | Brigata                                                                  | Reggimenti |
| ------------------------------------------------------------ | ------------------------------------------------------------------------ | --- |
| Colonna d'attacco Brigadier Generale Truman Seymour (ferito) | Brigata di Strong Brigadier Generale George C. Strong (morto per ferite) | - 3rd New Hampshire - 6th Connecticut : Colonnello John Lyman Chatfield (morto per ferite) - 9th Maine - 48th New York: Colonnello William B. Barton (ferito) - 54th Massachusetts: Colonnello Robert Gould Shaw (morto in azione) - 76th Pennsylvania |
| Colonna d'attacco Brigadier Generale Truman Seymour (ferito) | Brigata di Putman Colonnello Haldimand S. Putnam (morto in azione)       | - 7th New Hampshire - 62nd Ohio Infantry - 67th Ohio - 100th New York |
| Colonna d'attacco Brigadier Generale Truman Seymour (ferito) | Brigata di Stevenson Brigadier Generale Thomas G. Stevenson              | - 2nd South Carolina - 10th Connecticut - 24th Massachusetts - 97th Pennsylvania |

### Confederazione
| Divisione                                                                       | Gruppo                                       | Reggimenti |
| ------------------------------------------------------------------------------- | -------------------------------------------- | --- |
| Terza sotto-divisione "Morris Island" Brigadiere Generale William B. Taliaferro | Batteria Wagner                              | - 31st North Carolina Infantry - 51st North Carolina Infantry - Charleston Battalion - Compagnia A, 1st South Carolina Artillery |
| Terza sotto-divisione "Morris Island" Brigadiere Generale William B. Taliaferro | Rinforzi: Brigadiere Generale Johnson Hagood | - 32nd Georgia Infantry |

## Lo scontro

### Bombardamento iniziale
Gillmore sapeva che per riuscire a prendere Fort Wagner ne doveva distruggere le forticazioni.
Il 18 luglio il generale unionista ordinò all'ufficiale navale Dahlgren di muovere le sue sei corazzate Monitor a 300 iarde a Est del forte per colpire la struttura.
A terra Gillmore ordinò agli artiglieri di piazzare i mortai e i cannoni d'assedio e cominciare lo sbarramento di fuoco da terra.
Fort Wagner venne investito dal duplice fuoco terrestre e navale che durò otto ore ma fece relativamente pochi danni alle mura sabbiose.

I difensori trovarono rifugio nei bunker della fortezza e soffrirono solo otto morti e venti feriti per via del bombardamento.

### Disposizione delle forze unioniste
Per via di caratteristiche geografiche era possibile inviare un solo reggimento alla volta.
Il primo reggimento ad attaccare sarebbe stato il 54th Massachusetts, composto interamente da soldati e sottufficiali afroamericani, guidato dal Colonnello Shaw che avrebbe attaccato al crepuscolo.

Sarebbe stato supportato da due brigate composte da nove reggimenti bianchi; prima sarebbe stato seguito dalla brigata del generale Strong (a cui il 54th apparteneva) con i reggimenti inviati in quest'ordine: 6th Connecticut, 48th New York, 3rd New Hampshire, 76th Pennsylvania e alla fine il 9th Maine.

Successivamente avrebbero attaccato i reggimenti una seconda brigata guidata da Putnam (che precedentemente guidava il 7th New Hampshire) in quest'ordine: 7th New Hampshire, 62nd Ohio, 67th Ohio e il 100th New York.

Una terza brigata era in riserva ma non entrò in azione.

### Assalto unionista
Dopo che il bombardamento cessò alle 19:45 cominciò l'attacco.
Il 54th Massachusetts si mosse per compiere un assalto alla sezione sud-occidentale del forte mentre gli altri reggimenti puntarono al saliente marino orientale della fortificazione.

Le vedette sudiste avvistarono le formazioni nemiche e suonarono l'allarme richiamando gli uomini del 1st South Carolina, del Battaglione Charleston e del 51st North Carolina alle loro posizioni; gli uomini del 31st North Carolina, fatti prigionieri dai nordisti alla battaglia di Ruonake Island e dopo scambiati, rimasero nel rifugio.

Quando gli uomini del 54th Massachusetts arrivarono a meno di 150 iarde dal forte gli artiglieri sudisti del 1st South Carolina aprirono il fuoco dei cannoni riuscendo ad aprire falle nelle linee del reggimento afroamericano.

Man mano che i soldati del Colonnello Shaw si avvicinarono i fucilieri del 51st North Carolina gli spararono da davanti mentre il Battaglione Charleston colpiva la loro sinistra.

Il reggimento unionista di afroamericani cercò dunque di oltrepassare il muro per penetrare nel forte sotto il pesante fuoco nemico; durante quest'azione il Colonnello Robert Gould Shaw venne colpito sette volte, con un colpo fatale al petto.

I soldati del 54th riuscirono finalmente a scalare il parapetto ma dopo un feroce scontro, con combattimenti corpo a corpo, furono costretti a ritirarsi dopo aver subito importanti perdite.
Nel frattempo il 6th Connecticut si stava avvicinando all'angolo sud-orientale,punto sguarnito del forte.
Il generale confederato Taliaferro radunò dei soldati e cercò di difendere l'angolo.
Dietro al 6th Connecticut il 48th New York era anch'esso riuscito a raggiungere la base del bastione.
Il resto della brigata di Strong non riuscì a raggiungere la base del forte per via dell'intenso bombardamento da parte di tre howitzers.
Il generale George Strong venne letalmente ferito alla coscia mentre cercava di radunare le truppe.

Anche la seconda brigata fu costretta a fermarsi per via del fuoco nemico e meno di 200 uomini raggiunsero i loro commilitoni del 6th Connecticut e del 48th New York.
Chatfield, Colonnello del 6th Connecticut venne mortalmente ferito.

Quando l'attacco unionista perse vigore arrivarono rinforzi ai confederati consistenti nel 32th Georgia del generale Hagood.
Le truppe fresche contrattaccarono uccidendo o prendendo prigionieri chi restava delle forze nordiste nel forte. 
Il generale nordista Putnam cercò di ritirarsi ma venne mortalmente ferito alla testa.
Alle ore 20 la battaglia era conclusa con i nordisti che si erano ritirati a Morris Island.

## Risultati

### Abbandono del forte
Il mattino dopo la battaglia i confederati seppellirono i cadaveri dei nemici nelle vicinanze del forte.
I nordisti rinunciarono a espugnare il forte e decisero di continuare a bombardare la fortezza.
Il continuo sbarramento di fuoco ebbe l'effetto di disseppellire i corpi dei nordisti e l'aria si riempì del puzzo della decomposizione.
Il 7 settembre i sudisti abbandonarono la batteria Wagner.

### I soldati afroamericani
Il valore dei soldati neri che combatterono a Fort Wagner convinse l'opinione pubblica del Nord ad accettare la formazione di reggimenti neri nella file dell'esercito dell'Unione.
Sul finire della guerra le truppe nere rappresentavano il 10% dei soldati unionisti.